# Virungagebergte
Het Virunggagebergte, Virungamassief of de Virunga's is een reeks vulkanen in Oost-Afrika in Rwanda, Congo-Kinshasa en Uganda. Het gebergte is een onderdeel van de Albertine Rift Mountains (Albertijns slenkgebergte). Deze laatste begrenzen de westelijke tak van de Grote Slenk. De Virunga's bevinden zich tussen het Edwardmeer in het noorden en het Kivumeer in het zuiden. De naam "Virunga" is afgeleid van het Kinyarwanda woord ibirunga dat vulkanen betekent.
Het Virunga-gebergte bestaat uit acht grote vulkanen, waarvan de meeste slapen. Enkel de Nyiragongo en de Nyamuragira (beiden in Congo) zijn actieve vulkanen. Recente uitbarstingen gebeurden in 2006, januari 2010 en november 2011. De Karisimbi is met 4507 meter de hoogste vulkaan van de bergketen. De Sabyinyo is de oudste vulkaan en vormt het drielandenpunt van Rwanda, Uganda en Congo.
Het Virunga-gebergte is relatief jong en ontstond ongeveer 12.000 jaar geleden. Dit had tot gevolg dat het stroomgebied van de riviertjes die nu uitmonden in het Kivumeer niet meer naar het noorden konden stromen naar het Edwardmeer. Het waterpeil van het Kivumeer steeg tot het een uitweg vond naar het zuiden in de vorm van de Rusizi (naar het lager gelegen semi-endoreïsche Tanganyikameer).
Het Virunga-gebergte vormt de natuurlijke habitat voor de bedreigde berggorilla. De gorilla's worden bedreigd door habitatverlies, wildstroperij, ziektes en oorlog. Delen van het gebergte worden wettelijk beschermd door het Nationaal Park Virunga in Congo en het Volcanoes National Park in Rwanda.

## De acht grote vulkanen
| Naam        | Staat                    | Hoogte (m) |
| ----------- | ------------------------ | ---------- |
| Karisimbi   | Rwanda / Congo           | 4 507      |
| Mikeno      | Congo                    | 4 437      |
| Muhabura    | Rwanda / Oeganda         | 4 127      |
| Bisoke      | Rwanda / Congo           | 3 711      |
| Sabyinyo    | Rwanda / Oeganda / Congo | 3 674      |
| Gahinga     | Rwanda / Oeganda         | 3 474      |
| Nyiragongo  | Congo                    | 3 470      |
| Nyamuragira | Congo                    | 3 058      |